# Chrosna (województwo mazowieckie)
Chrosna – wieś sołecka  w Polsce położona w województwie mazowieckim, w powiecie otwockim, w gminie Kołbiel.
| SIMC    | Nazwa           | Rodzaj    |
| ------- | --------------- | --------- |
| 0674610 | Chrosna-Kolonia | część wsi |

Wieś królewska  położona była w drugiej połowie XVI wieku w powiecie garwolińskim  ziemi czerskiej województwa mazowieckiego. W latach 1975–1998 miejscowość administracyjnie należała do województwa siedleckiego.
Wieś jest położona na trasie regionalnej Kolei Mazowieckich, według danych marca 2006 pociąg jeździ tu co godzinę, a podróż do Warszawy Śródmieście trwa typowo godzinę i 14 minut.
W lutym 2007 wieś liczyła 420 mieszkańców.
Wierni Kościoła rzymskokatolickiego należą do parafii Świętej Trójcy w Kołbieli.